# Мен (буква)
Մ, մ (арм. մենо файле, мен) — двадцатая буква армянского алфавита. Создал Месроп Маштоц в 405—406 годах.

## Использование
И в восточноармянском, и в западноармянском языках обозначает звук [m]. Числовое значение в армянской системе счисления — 200.
Использовалась в курдском алфавите на основе армянского письма (1921—1928) для обозначения звука [m].
Во всех системах романизации армянского письма передаётся как m. И в восточноармянском, и в западноармянском шрифте Брайля букве соответствует символ ⠍ (U+280D).

## Кодировка
И заглавная, и строчная формы буквы мен включены в стандарт Юникод начиная с версии 1.0.0 в блоке «Армянское письмо» (англ. Armenian) под шестнадцатеричными кодами U+0544 и U+0574 соответственно.

## Галерея

Округлый еркатагир
Прямолинейный еркатагир
Болоргир
Нотргир
Шхагир